# The Rapture
The Rapture was een Amerikaanse post-punkgroep uit New York. De band speelde rockmuziek met invloeden uit de funk, punk, dance, disco en andere elektronische genres.

## Geschiedenis
The Rapture werd in 1998 opgericht door drummer Vito Roccoforte en gitarist / zanger Luke Jenner. De band toerde veelvuldig en in 2001 brachten ze hun eerste plaat uit, een ep met zes nummers: Out of the Races and Onto the Tracks op het label Sub Pop. Op de plaat was een mengeling te horen van vroege post-punk met elektronica en dance elementen, waardoor zij als een van de eerste bands worden gezien die deel uitmaakten van de revival van post-punk aan het begin van de jaren 2000. In 1999 verscheen een 'mini-lp': Mirror.
In 2003 verscheen het eerste album van The Rapture: Echoes. Het album kreeg goede kritieken, onder meer van invloedrijke muziekwebzines als Pitchfork Media.
In september 2006 verscheen het tweede album van de band: Pieces of the People We Love op het Universal Motown label. De productie was onder meer in handen van Paul Epworth, Ewan Pearson en Danger Mouse. Het album was meer dans-georiënteerd en laat een meer gepolijst geluid horen. De bande toerde daarna weer door Amerika en Europa, onder meer als voorprogramma van The Killers.
Op 14 juli 2009 maakte bassist Matt Safer op de website van de groep bekend dat hij The Rapture verliet. Hij werd opgevolgd door Harris Klahr. In 2011 werd het album In the Grace of Your Love uitgebracht.
De leden van The Rapture gingen in maart 2014 uit elkaar.

## Bandleden
- Luke Jenner (zang / gitaar)
- Harris Klahr (zang / basgitaar)
- Gabriel Andruzzi (multi-instrumentalist)
- Vito Roccoforte (drums)

## Ex-bandleden
- Matt Safer (zang / basgitaar)

## Discografie

### Albums
| Album met hitnotering(en) in de Vlaamse Ultratop 200 albums | Datum van verschijnen | Datum van binnenkomst | Hoogste positie | Aantal weken | Opmerkingen |
| ----------------------------------------------------------- | --------------------- | --------------------- | --------------- | ------------ | ----------- |
| Mirror                                                      | 1999                  | -                     |                 |              |             |
| Echoes                                                      | 2003                  | -                     |                 |              |             |
| Pieces of the people we love                                | 2006                  | 30-09-2006            | 75              | 4            |             |
| In the grace of your love                                   | 02-09-2011            | 17-09-2011            | 64              | 2            |             |

### Singles
| Single met hitnotering(en) in de Vlaamse Ultratop 50 | Datum van verschijnen | Datum van binnenkomst | Hoogste positie | Aantal weken | Opmerkingen |
| ---------------------------------------------------- | --------------------- | --------------------- | --------------- | ------------ | ----------- |
| How deep is your love?                               | 22-08-2011            | 08-10-2011            | tip19           | -            |             |